# Matrimonio igualitario en Zambia
Zambia no reconoce los matrimonios ni las uniones civiles entre personas del mismo sexo. La Ley de Matrimonio no prevé el reconocimiento del matrimonio entre personas del mismo sexo.

## Reconocimiento histórico de las relaciones entre personas del mismo sexo
Aunque muchas culturas zambianas actuales han practicado históricamente la poligamia, no hay constancia de que en ellas se hayan celebrado matrimonios entre personas del mismo sexo tal y como se entienden desde una perspectiva occidental. Sin embargo, existen pruebas de identidades y comportamientos que pueden situarse en el espectro LGBT. La cultura Luvale reconocía tradicionalmente a "poderosos adivinos y curanderos" conocidos como jimbandaa, que tenían "fama de obtener [sus] poderes mediante la sodomía ritual". Los jimbandaa "se vestían, sentaban y hablaban como mujeres, y se casaban con hombres como si fueran mujeres". Esta práctica desapareció gradualmente con la modernización y la introducción de la cultura occidental y la homofobia en Zambia durante la colonización.

## Historia legal

Actividad sexual entre personas del mismo sexo legal La actividad sexual entre personas del mismo sexo es ilegal
Actividad sexual entre personas del mismo sexo legal
Matrimonio entre personas del mismo sexo
Reconocimiento limitado (derechos de residencia en el extranjero)
No reconocimiento de las parejas del mismo sexo
Actividad sexual entre personas del mismo sexo ilegal
Prisión pero no aplicadaPrisión
Pena de muerte en los libros pero no aplicada
Pena de muerte aplicadaPrisión pero no ejecución

### Fondo
Las relaciones sexuales entre personas del mismo sexo están prohibidas en Zambia en virtud de una ley de la época colonial heredada cuando Zambia era un protectorado del Imperio Británico. Esta ley, que Zambia mantuvo tras su independencia, estipula una pena de catorce años de prisión por mantener relaciones sexuales consentidas y privadas entre personas del mismo sexo, y ha dado lugar a numerosas detenciones y encarcelamientos. Los derechos de las personas LGBT están muy restringidos en el país, y gays y lesbianas sufren una grave discriminación social y legal.

### Restricciones
La Ley de Matrimonio de 1918 (capítulo 50) [a] no prohíbe expresamente los matrimonios entre personas del mismo sexo y no contiene una definición de matrimonio. Sin embargo, en general se refiere a los cónyuges casados como "marido" y "mujer". En 2006, el ministro del Interior, Ronnie Shikapwasha, afirmó que Zambia "nunca" legalizaría el matrimonio entre personas del mismo sexo, calificándolo de "pecado" que va en contra de los valores cristianos del país.
En febrero de 2010, la Conferencia Constitucional Nacional de Zambia (NCC, por sus siglas en inglés), foro creado en 2007 para debatir, examinar y adoptar propuestas de enmienda de la Constitución de Zambia, acordó por unanimidad aprobar una cláusula para prohibir expresamente el matrimonio entre personas del mismo sexo. El foro propuso añadir una disposición constitucional según la cual «una persona mayor de dieciocho años tiene derecho a elegir libremente un cónyuge del sexo opuesto y contraer matrimonio». La medida fue apoyada por el ministro de la Provincia del Sur, Daniel Munkombwe, quien durante su testimonio también afirmó incorrectamente que la homosexualidad no existía en los animales no humanos. El ministro de Asuntos Exteriores, Kabinga Pande, también expresó su apoyo a la cláusula: "Creo que vamos a adoptar esta cláusula en vista de lo que está ocurriendo en el mundo. Hay gente en otros países que piensa que el matrimonio entre personas del mismo sexo es un derecho. Si no somos claros en esto, la misma situación podría llegar a este país algún día. Es una cláusula muy progresista que insto a todos a apoyar". Sin embargo, las últimas modificaciones de la Constitución, que fueron aprobadas por el presidente Edgar Lungu el 5 de enero de 2016, no contenían esta cláusula. La Constitución no contiene ninguna disposición sobre el matrimonio y no prohíbe explícitamente los matrimonios entre personas del mismo sexo, a diferencia de la Constitución del vecino Zimbabue.

## Actuación religiosa
La Iglesia católica se opone al matrimonio entre personas del mismo sexo y no permite que sus sacerdotes oficien tales matrimonios. En diciembre de 2023, la Santa Sede publicó Fiducia supplicans, una declaración que permite a los sacerdotes católicos bendecir a parejas que no se consideran casadas según la doctrina de la Iglesia, incluida la bendición de parejas del mismo sexo.  La Conferencia Episcopal de Zambia emitió la siguiente declaración el 20 de diciembre: "Con el fin de evitar cualquier confusión y ambigüedad pastoral, así como para no infringir la ley de nuestro país, que prohíbe las uniones y actividades entre personas del mismo sexo, y escuchando nuestra herencia cultural, que no acepta las relaciones entre personas del mismo sexo, la Conferencia guía que la declaración del Dicasterio para la Doctrina de la Fe del 18 de diciembre de 2023 sobre la bendición de parejas del mismo sexo se tome como para una reflexión posterior y no para su aplicación en Zambia".
La Iglesia de la Provincia de África Central, que forma parte de la Comunión Anglicana, sostiene que «el matrimonio, por institución divina, es una unión y asociación vitalicia y exclusiva entre un hombre y una mujer». La Iglesia Reformada de Zambia (RCZ) no se ha pronunciado sobre el matrimonio entre personas del mismo sexo, pero la Iglesia Reformada Holandesa de Sudáfrica (NGK), de la que se fundó la RCZ, tiene una historia compleja sobre la cuestión y votó a favor de bendecir las uniones entre personas del mismo sexo en 2015.